# その夜の女
『その夜の女』（そのよのおんな）は、1934年に公開された島津保次郎監督の日本映画。ネオ・リアリスモというサブタイトルを付けられて、ジャーナリスティックな宣伝がなされた。

## スタッフ
以下のスタッフ名はKINENOTEに従った。
- 監督 - 島津保次郎
- 脚本 - 島津保次郎
- 原作 - 島津保次郎
- 撮影 - 桑原昴

## キャスト
- 田中絹代[1]
- 村瀬幸子[1]
- 斎藤達雄[1]
- 大山健二[2][4]
- 坂本武[2][4]

## 受賞歴
- 1934年度 第11回キネマ旬報賞
  - 日本映画ベスト・テン7位 『その夜の女』（島津保次郎監督）[5]